# 사우스홀랜드

사우스홀랜드의 위치

사우스홀랜드(영어: South Holland)는 잉글랜드 링컨셔주에 위치한 비도시 자치구로 중심 도시는 스팰딩이며 인구는 90,419명(2014년 기준), 면적은 750.9km2이다.